# آرتور هستینگز
آرتور هستینگز (انگلیسی: Arthur Hastings) یکی از شخصیت‌های رمان‌های آگاتا کریستی می‌باشد.
وی بهترین دوست هرکول پوآرو کارگاه بلژیکی می‌باشد و اولین بار در رمان ماجرای اسرارآمیز در استایلز به عنوان یکی از شخصیت‌های داستانی پوآرو معرفی شده‌است.
هیو فریزر نقش آرتور هستینگز در مجموعه تلویزیونی پوآرو را بازی کرده‌است.

## رمان‌های هستیگز
- ماجرای اسرارآمیز در استایلز (۱۹۱۶)
- قتل در زمین گلف (۱۹۲۳)
- چهار قدرت بزرگ (۱۹۲۷)
- خطر در خانه آخر (۱۹۳۲)
- قتل به ترتیب الفبا (۱۹۳۶)
- لرد اجور می‌میرد (۱۹۳۳)
- شاهد خاموش (۱۹۳۷)
- پرده (۱۹۷۵)